# Heusden (Asten)
Pour les articles homonymes, voir Heusden.
Heusden est un village situé dans la commune néerlandaise d'Asten, dans la province du Brabant-Septentrional. Le 1er janvier 2009, le village comptait 2 394 habitants.